# شعبة الأمن السياسي (سوريا)
شعبة الأمن السياسي السوري هي وكالة استخبارتية سورية، يرأسها حاليًا اللواء ناصر علي. يتبع هذا الجهاز الإستخباراتي لوزارة الداخلية وهي مخابرات وزارة الداخلية السورية ويرتبط رئيسها بوزير الداخلية ويعتبر رئيس فرع الأمن السياسي في كل محافظة المسؤول الأمني الأول في تلك المحافظة بعد المحافظ. تقسم الإدارة لقسمين هما الخارجية والداخلية، ويكون أغلب تركيز الفرع على القضايا السياسية للمدنيين، كالنشاط الحزبي والمساس بهيبة الدولة البعثية السورية أو غير ذلك. يرأس هذا الجهاز الاستخباراتي اللواء غيث شفيق ديب منذ 5 شباط 2021، ومع انطلاقة الاحتجاجات في البلاد تم إقالة بعض رؤساء فروع الأمن السياسي السوري من مناصبهم ببعض المحافظات مثل العقيد الركن عاطف نجيب في درعا والرائد أمجد عباس في بانياس، كما تم اغتيال رئيس فرع الأمن السياسي في حمص العقيد المهندس محمد العبد الله.